# Pętówka balearska
Pętówka balearska (Alytes muletensis) – gatunek płaza bezogonowego z rodziny ropuszkowatych występujący endemicznie w pasmie górskim Serra de Tramuntana na hiszpańskiej wyspie Majorce. Dorasta do 3,8 cm długości i cechuje się jasnoszarym lub białawym ubarwieniem, z zielonymi lub brązowymi łatami. Samica składa sznur jaj, który samiec następnie obwiązuje wokół swoich kończyn tylnych. Sznur następnie rozpuszcza się pod wpływem działania wody. Gatunek zagrożony (EN) w związku z m.in. niewielkim zasięgiem występowania oraz degradacją jego środowiska naturalnego. Wymaga pilnej ochrony gatunkowej.

## Odkrycie
Początkowo opisany w 1977 roku na podstawie skamieniałości jako Baleaphryne muletensis, który, jak sądzono, wyginął po skolonizowaniu Majorki przez człowieka około 4000 lat p.n.e. Niedługo później odkryto kijanki i młode osobniki na górskich terenach wyspy.

## Morfologia
Niewielki gatunek płaza ze stosunkowo dużą głową. Samce dorastają do ok. 3,5 cm długości, a samice do 3,8 cm. Oczy są duże, a kończyny i palce u stóp i dłoni stosunkowo długie. Skóra dość gładka i lśniąca, na brzegu grzbietu natomiast duże brodawki. Kolor zazwyczaj jasnoszary lub białawy, z zielonymi lub brązowymi łatami. Brzuch biały.

## Zasięg występowania i siedlisko
Występuje w paśmie górskim Serra de Tramuntana na hiszpańskiej wyspie Majorce na wysokościach bezwzględnych 10–850 m n.p.m. Zasięg występowania wynosi 407 km². Zasiedla małe strumienie (których temperatura waha się między 9 a 22 stopniami Celsjusza) w wąskich głębokich wąwozach górskich. Znajdowany zazwyczaj pod kamieniami i w szczelinach między głazami.

## Rozmnażanie i rozwój
Okres rozrodczy trwa od lutego do sierpnia. Dźwięk nawoływania samców porównywany jest czasami do sonaru łodzi podwodnej. Samica składa od 7 do 12 jaj (o średnicy 5,4–7 mm) na ziemi, zazwyczaj w maju. Podczas gdy samica składa sznur jaj, samiec zapładnia je, a następnie obwiązuje sznur jaj wokół swoich kończyn tylnych i przemieszcza się ze sznurem jaj przywiązanym do ud. Samiec chroni jaja przed wyschnięciem, ukrywając się w wilgotnych przestrzeniach, a same jaja z czasem ciemnieją. Od czerwca samiec zaczyna udawać się do zbiorników wodnych, w których sznur łączący jaja mięknie, a następnie całkowicie się rozpuszcza. Kijanki następnie wydostają się z jaj i odpływają. Rozwój trwa 2–3 miesiące dla kijanek, które wylęgły się w dogodnych warunkach klimatycznych, oraz 12–18 miesięcy dla kijanek, które dorastają w niższej temperaturze wody i przy mniejszej dostępności jedzenia. Kijanki są w stanie wyczuć w wodzie obecność substancji chemicznych produkowanych przez drapieżnego zaskrońca żmijowego (Natrix maura), co prowadzi do ich szybszego rozwoju, a także stosunkowo dłuższego ogona u osobników przebywających w tym samym zbiorniku wodnym, co ten gatunek węża. Kijanki osiągają długość 8 cm, co czyni je jednymi z najdłuższych kijanek wśród europejskich gatunków płazów.

## Rozmiar i struktura populacji
Rozmiar populacji wynosi 500–1500 dorosłych par. Występuje około 25 odizolowanych subpopulacji, między którymi przepływ genów zachodzi w bardzo ograniczonym stopniu. Ogólna populacja odnotowuje bardzo powolny wzrost w związku z reintrodukcją.

## Status i ochrona
Międzynarodowa Unia Ochrony Przyrody (IUCN) klasyfikuje pętówkę balearską jako gatunek zagrożony (EN) w związku z m.in. niewielkim zasięgiem występowania (407 km²) oraz degradacją jej środowiska naturalnego. Pętówce balearskiej zagraża drapieżnictwo ze strony introdukowanego zaskrońca żmijowego oraz konkurencja ze strony żaby pirenejskiej (również introdukowanej na Majorkę), rozwój turystyki oraz ludzkich osiedli (co zwiększa popyt na zasoby wodne) oraz chytridiomikoza – choroba grzybicza skóry przyniesiona na Majorkę przez reintrodukowane osobniki hodowane w niewoli. Kolejnym problem jest niewłaściwe zarządzanie nowo utworzonymi siedliskami lęgowymi (ang. breeding habitat), co powoduje, że wiele z nowo utworzonych populacji po czasie znika. Gatunek ten należy do europejskich płazów wymagających największej ochrony gatunkowej.
Pętówkę balearską chronią ustawodawstwo krajowe i regionalne. Gatunek ten znajduje się w załączniku II konwencji berneńskiej, załącznikach II i IV dyrektywy siedliskowej Unii Europejskiej, a także w Red Data Book of Spanish Vertebrates. Do 2004 roku rząd Balearów oraz Jersey Wildlife Preservation Trust prowadzili intensywną ochronę gatunkową polegającą na reintrodukcji osobników hodowanych w niewoli. W związku z odkryciem chytridiomikozy wśród osobników hodowanych w niewoli obecnie rozwijany program ochrony skupia się na działaniach mających na celu usunięcie osobników zaskrońca żmijowego z obszarów zasięgu występowania płaza, a także na zniwelowaniu działania chytridiomikozy poprzez leczenie kijanek hodowanych w niewoli środkami grzybobójczymi, a także stosowaniem tych środków w środowisku naturalnym A. muletensis.